# Haroonmatta
Haroonmattor, mattor som knyts i byn Haroon, nära Keshan i Iran.
De flesta haroonmattor är keshanmattor i en sämre kvalitet. Ullen är sämre, knytningen glesare och mönstren stelare. Det främsta kännetecknet på en haroonmatta är att blommorna i keshanmattans kantrad har ersatts med små kvadrater.